# Sofapaka Football Club
Il Sofapaka Football Club è una società calcistica con sede a Nairobi in Kenya.
Fondato nel 2004, il club milita nella Kenyan Premier League.

## Palmarès

### Competizioni nazionali
- Kenyan Premier League: 1

2009
- Kenyan President's Cup: 2

2007, 2010
- Kenyan Super Cup: 1

2009, 2010

### Altri piazzamenti
- Kenyan Premier League:

Secondo posto: 2014, 2017
Terzo posto: 2011, 2013, 2015
- Coppa del Kenya:

Finalista: 2018

## Partecipazioni alle competizioni CAF
- CAF Champions League: 1 partecipazione

2010 – turno preliminare
- CAF Confederation Cup: 2 partecipazioni

2008 –
2011 –